# Felis chaus
Il gatto della giungla (Felis chaus Schreber, 1777), noto anche come gatto delle paludi o gatto dei canneti, è un felino di medie dimensioni originario di Medio Oriente, Asia meridionale e sud-orientale e Cina meridionale. Abita prevalentemente in zone umide come paludi e aree litoranee e rivierasche dalla fitta vegetazione. Classificato come «specie a rischio minimo» (Least Concern) sulla Lista Rossa della IUCN, è minacciato soprattutto dalla distruzione delle zone umide e dalle catture con trappole ed esche avvelenate.
Il gatto della giungla ha un mantello uniforme color sabbia, bruno-rossastro o grigio, privo di macchie; sono noti anche esemplari melanici e albini. Conduce un'esistenza solitaria, fatta eccezione per la stagione degli amori e per il periodo che la madre trascorre con i piccoli. Gli adulti delimitano i propri territori con spruzzi di urina e secrezioni odorose. Si nutre soprattutto di piccoli mammiferi e uccelli, che cattura avvicinandosi loro di soppiatto per sorprenderli con uno scatto o un balzo; le orecchie lo aiutano a localizzare meglio la posizione della preda. Entrambi i sessi raggiungono la maturità sessuale ad un anno di età; le femmine vanno in estro da gennaio a marzo. Il comportamento riproduttivo è simile a quello del gatto domestico: il maschio insegue la femmina in estro, per poi afferrarla alla nuca o sul collo e montarla. La gestazione dura quasi due mesi. Le nascite hanno luogo tra dicembre e giugno, ma il periodo varia a seconda della località. I piccoli iniziano a catturare le prede da soli verso i sei mesi e lasciano la madre ad otto o nove mesi.
La specie venne descritta per la prima volta da Johann Anton Güldenstädt nel 1776 a partire da un esemplare catturato in una zona umida del Caucaso. Tuttavia fu Johann Christian Daniel von Schreber a dare al gatto della giungla il nome scientifico con cui è conosciuto oggi, e pertanto viene generalmente indicato quest'ultimo come autorità binomiale. Attualmente ne vengono riconosciute tre sottospecie.

## Tassonomia

### Storia tassonomica
Il naturalista baltico-tedesco Johann Anton Güldenstädt fu il primo scienziato a catturare un gatto della giungla nelle vicinanze del fiume Terek, lungo la frontiera meridionale dell'impero russo, una regione che esplorò fra il 1768 ed il 1775 per conto di Caterina II di Russia. Nel 1776, quando si trovò a descrivere l'esemplare in questione, lo chiamò chaus.
Nel 1778 Johann Christian Daniel von Schreber usò il termine chaus come appellativo specifico e, pertanto, esso viene considerato il primo descrittore binomiale della specie. Paul Matschie nel 1912 e Joel Asaph Allen nel 1920 misero in dubbio la validità di Güldenstädt come descrittore originario della specie, sostenendo a ragione che Felis auriculis apice nigro barbatis non è un nome binomio ed è pertanto da considerarsi improprio; inoltre, il naturalista usò chaus come nome comune e non come parte del nome scientifico.
Negli anni '20 del XIX secolo Eduard Rüppell si impossessò di una femmina di gatto della giungla nelle vicinanze del lago Manzala, nel delta del Nilo. Nella raccolta di illustrazioni sulla fauna indiana di Thomas Hardwicke compare il primo disegno di un gatto della giungla indiano, battezzato «gatto affine» (Felis affinis) da John Edward Gray nel 1830. Due anni dopo Johann Friedrich von Brandt propose l'esistenza di una nuova specie, che chiamò Felis rüppelii, ritenendo il gatto della giungla egiziano tanto diverso da giustificarne l'appartenenza a una specie distinta. Nello stesso anno, a una riunione della Società Asiatica del Bengala, vennero mostrate le spoglie di un gatto che era stato catturato nelle giungle di Midnapore nel Bengala Occidentale (India). J. T. Pearson, che aveva donato l'esemplare, propose di battezzarlo Felis kutas, notando che aveva una colorazione differente da Felis chaus. Nel 1844 Isidore Geoffroy Saint-Hilaire descrisse un gatto della giungla catturato in India settentrionale, nell'area di Dehradun, con il nome Felis jacquemontii in memoria di Victor Jacquemont.
Nel 1836 Brian Houghton Hodgson affermò che il gatto dalle orecchie rosse, comune in tutto il Nepal, fosse una lince e pertanto lo battezzò Lynchus erythrotus. Nel 1852 Edward Frederick Kelaart, a partire da una pelle, descrisse il primo gatto della giungla proveniente dallo Sri Lanka e notò una stretta somiglianza con il gatto rosso di Hodgson. William Thomas Blanford sottolineò l'aspetto simile a una lince delle pelli e dei crani appartenenti a gatti provenienti dalle pianure intorno alla contea di Yarkant e a Kashgar quando descrisse la nuova specie Felis shawiana nel 1876.
Nel 1858 Nikolai Severtzov propose il nome generico Catolynx, seguito da Leopold Fitzinger, che nel 1869 ribattezzò la specie Chaus catolynx. Nel 1898 William Edward de Winton propose di considerare gli esemplari provenienti da Caucaso, Persia e Turkestan come una sottospecie distinta, Felis chaus typica, e di raggruppare gli esemplari dalla costituzione più snella originari del subcontinente indiano nella sottospecie F. c. affinis. Lo stesso autore ribattezzò il gatto della giungla egiziano F. c. nilotica, in quanto il nome Felis rüppelii era già stato utilizzato per indicare un altro felino. L'esame della pelle appartenente a un esemplare catturato nei pressi di Gerico nel 1864 lo spinse a descrivere una nuova sottospecie, F. c. furax, in quanto essa era più piccola delle altre pelli dei gatti della giungla egiziani. Pochi anni dopo anche Alfred Nehring descrisse la pelle di un gatto della giungla catturato in Palestina, che battezzò Lynx chrysomelanotis. Nel 1917, Reginald Innes Pocock revisionò la tassonomia dei felini e classificò il gruppo dei gatti della giungla come parte del genere Felis. Negli anni '30 Pocock si mise ad analizzare con cura le pelli e i crani dei gatti della giungla provenienti dall'India britannica e dai paesi adiacenti. Basandosi soprattutto sulle differenze nella lunghezza e nella colorazione della pelliccia, classificò gli esemplari provenienti dalla regione compresa tra Turkestan e Belucistan come F. c. chaus, quelli dell'Himalaya come F. c. affinis, quelli della regione compresa tra il Kutch e il Bengala come F. c. kutas e quelli dalla colorazione più tenné provenienti dalla Birmania come F. c. fulvidina. Per primo descrisse sei pelli più grandi provenienti dal Sindh come appartenenti alla sottospecie F. c. prateri e quelle dal manto più corto originarie di Sri Lanka e India meridionale come F. c. kelaarti.

### Classificazione
Nel 2005 gli autori di Mammal Species of the World riconoscevano come valide dieci sottospecie. A partire dal 2017, invece, il Cat Specialist Group ritiene valide solamente tre sottospecie. La variabilità geografica all'interno della specie, comunque, non è ancora stata compresa a fondo e necessita di ulteriori studi al riguardo. La tabella seguente è basata sulla classificazione della specie fornita dal Cat Specialist Group, integrata con i sinonimi usati nella revisione dalla Cat Classification Task Force:
| Sottospecie                  | Sinonimi | Distribuzione |
| ---------------------------- | --- | --- |
| F. c. chaus Schreber, 1777   | - F. c. furax de Winton, 1898 - F. c. nilotica de Winton, 1898 - F. c. maimanah Zukowsky, 1915 - F. c. oxiana Heptner, 1969 | Caucaso, Turkestan, Iran, Belucistan e Yarkant, Turkestan cinese, Palestina, Siria meridionale, Iraq, Egitto; Afghanistan settentrionale e regione a sud del fiume Amu Darya; lungo gli affluenti di destra dell'Amu Darya e il corso inferiore del fiume Vachš, spingendosi ad est fino alla valle del Gissar e poco oltre Dušanbe. |
| F. c. affinis Gray, 1830     | - F. c. kutas Pearson, 1832 - F. c. kelaarti Pocock, 1939 - F. c. prateri Pocock, 1939 - F. c. valbalala Deraniyagala, 1955 | Asia meridionale: regione himalayana da Kashmir e Nepal al Sikkim, zona compresa tra il Kutch e il Bengala e Yunnan, India meridionale e Sri Lanka. |
| F. c. fulvidina Thomas, 1929 | | Sud-est asiatico: da Birmania e Thailandia a Laos, Cambogia e Vietnam. |

### Filogenesi
Nel 2006 le relazioni filogenetiche del gatto della giungla sono state descritte come di seguito:
| Acinonyx | ghepardo (Acinonyx jubatus)                                                         |
|          | ghepardo (Acinonyx jubatus)                                                         |
| Puma     | \| \| puma (P. concolor) \| \| \| \| \| \| yaguarundi (P. yagouaroundi) \| \| \| \| |
|          | \| \| puma (P. concolor) \| \| \| \| \| \| yaguarundi (P. yagouaroundi) \| \| \| \| |
|          | puma (P. concolor)                                                                  |
|          |                                                                                     |
|          | yaguarundi (P. yagouaroundi)                                                        |
|          |                                                                                     |

|  | puma (P. concolor)           |
|  |                              |
|  | yaguarundi (P. yagouaroundi) |
|  |                              |

|  | gatto selvatico europeo (F. silvestris silvestris) |
|  |                                                    |
|  | gatto domestico (F. catus)                         |
|  |                                                    |

|  | gatto di Biet (F. bieti)                        |
|  |                                                 |
|  | gatto selvatico africano (F. silvestris lybica) |
|  |                                                 |

|  | gatto selvatico europeo (F. silvestris silvestris) |
|  |                                                    |
|  | gatto domestico (F. catus)                         |
|  |                                                    |

|  | gatto di Biet (F. bieti)                        |
|  |                                                 |
|  | gatto selvatico africano (F. silvestris lybica) |
|  |                                                 |

|  | gatto selvatico europeo (F. silvestris silvestris) |
|  |                                                    |
|  | gatto domestico (F. catus)                         |
|  |                                                    |

|  | gatto di Biet (F. bieti)                        |
|  |                                                 |
|  | gatto selvatico africano (F. silvestris lybica) |
|  |                                                 |

|  | gatto selvatico europeo (F. silvestris silvestris) |
|  |                                                    |
|  | gatto domestico (F. catus)                         |
|  |                                                    |

|  | gatto di Biet (F. bieti)                        |
|  |                                                 |
|  | gatto selvatico africano (F. silvestris lybica) |
|  |                                                 |

|  | gatto selvatico europeo (F. silvestris silvestris) |
|  |                                                    |
|  | gatto domestico (F. catus)                         |
|  |                                                    |

|  | gatto di Biet (F. bieti)                        |
|  |                                                 |
|  | gatto selvatico africano (F. silvestris lybica) |
|  |                                                 |

|  | gatto selvatico europeo (F. silvestris silvestris) |
|  |                                                    |
|  | gatto domestico (F. catus)                         |
|  |                                                    |

|  | gatto di Biet (F. bieti)                        |
|  |                                                 |
|  | gatto selvatico africano (F. silvestris lybica) |
|  |                                                 |

|  | gatto selvatico europeo (F. silvestris silvestris) |
|  |                                                    |
|  | gatto domestico (F. catus)                         |
|  |                                                    |

|  | gatto di Biet (F. bieti)                        |
|  |                                                 |
|  | gatto selvatico africano (F. silvestris lybica) |
|  |                                                 |

|  | gatto selvatico europeo (F. silvestris silvestris) |
|  |                                                    |
|  | gatto domestico (F. catus)                         |
|  |                                                    |

|  | gatto di Biet (F. bieti)                        |
|  |                                                 |
|  | gatto selvatico africano (F. silvestris lybica) |
|  |                                                 |

|  | gatto selvatico europeo (F. silvestris silvestris) |
|  |                                                    |
|  | gatto domestico (F. catus)                         |
|  |                                                    |

|  | gatto di Biet (F. bieti)                        |
|  |                                                 |
|  | gatto selvatico africano (F. silvestris lybica) |
|  |                                                 |

|  | gatto selvatico europeo (F. silvestris silvestris) |
|  |                                                    |
|  | gatto domestico (F. catus)                         |
|  |                                                    |

|  | gatto di Biet (F. bieti)                        |
|  |                                                 |
|  | gatto selvatico africano (F. silvestris lybica) |
|  |                                                 |

|  | gatto selvatico europeo (F. silvestris silvestris) |
|  |                                                    |
|  | gatto domestico (F. catus)                         |
|  |                                                    |

|  | gatto di Biet (F. bieti)                        |
|  |                                                 |
|  | gatto selvatico africano (F. silvestris lybica) |
|  |                                                 |

|  | gatto selvatico europeo (F. silvestris silvestris) |
|  |                                                    |
|  | gatto domestico (F. catus)                         |
|  |                                                    |

|  | gatto di Biet (F. bieti)                        |
|  |                                                 |
|  | gatto selvatico africano (F. silvestris lybica) |
|  |                                                 |

|  | gatto selvatico europeo (F. silvestris silvestris) |
|  |                                                    |
|  | gatto domestico (F. catus)                         |
|  |                                                    |

|  | gatto di Biet (F. bieti)                        |
|  |                                                 |
|  | gatto selvatico africano (F. silvestris lybica) |
|  |                                                 |

|  | gatto selvatico europeo (F. silvestris silvestris) |
|  |                                                    |
|  | gatto domestico (F. catus)                         |
|  |                                                    |

|  | gatto di Biet (F. bieti)                        |
|  |                                                 |
|  | gatto selvatico africano (F. silvestris lybica) |
|  |                                                 |

|  | gatto selvatico europeo (F. silvestris silvestris) |
|  |                                                    |
|  | gatto domestico (F. catus)                         |
|  |                                                    |

|  | gatto di Biet (F. bieti)                        |
|  |                                                 |
|  | gatto selvatico africano (F. silvestris lybica) |
|  |                                                 |

|  | gatto selvatico europeo (F. silvestris silvestris) |
|  |                                                    |
|  | gatto domestico (F. catus)                         |
|  |                                                    |

|  | gatto di Biet (F. bieti)                        |
|  |                                                 |
|  | gatto selvatico africano (F. silvestris lybica) |
|  |                                                 |

|  | gatto leopardo (P. bengalensis)            |
|  |                                            |
|  | gatto leopardo della Sonda (P. javanensis) |
|  |                                            |
|  | gatto a testa piatta (P. planiceps)        |
|  |                                            |
|  | gatto pescatore (P. viverrinus)            |
|  |                                            |
|  | gatto rugginoso (P. rubiginosus)           |
|  |                                            |

|  | gatto di Pallas (O. manul) |
|  |                            |

|  | gatto leopardo (P. bengalensis)            |
|  |                                            |
|  | gatto leopardo della Sonda (P. javanensis) |
|  |                                            |
|  | gatto a testa piatta (P. planiceps)        |
|  |                                            |
|  | gatto pescatore (P. viverrinus)            |
|  |                                            |
|  | gatto rugginoso (P. rubiginosus)           |
|  |                                            |

|  | gatto di Pallas (O. manul) |
|  |                            |

|  | gatto selvatico europeo (F. silvestris silvestris) |
|  |                                                    |
|  | gatto domestico (F. catus)                         |
|  |                                                    |

|  | gatto di Biet (F. bieti)                        |
|  |                                                 |
|  | gatto selvatico africano (F. silvestris lybica) |
|  |                                                 |

|  | gatto selvatico europeo (F. silvestris silvestris) |
|  |                                                    |
|  | gatto domestico (F. catus)                         |
|  |                                                    |

|  | gatto di Biet (F. bieti)                        |
|  |                                                 |
|  | gatto selvatico africano (F. silvestris lybica) |
|  |                                                 |

|  | gatto selvatico europeo (F. silvestris silvestris) |
|  |                                                    |
|  | gatto domestico (F. catus)                         |
|  |                                                    |

|  | gatto di Biet (F. bieti)                        |
|  |                                                 |
|  | gatto selvatico africano (F. silvestris lybica) |
|  |                                                 |

|  | gatto selvatico europeo (F. silvestris silvestris) |
|  |                                                    |
|  | gatto domestico (F. catus)                         |
|  |                                                    |

|  | gatto di Biet (F. bieti)                        |
|  |                                                 |
|  | gatto selvatico africano (F. silvestris lybica) |
|  |                                                 |

|  | gatto selvatico europeo (F. silvestris silvestris) |
|  |                                                    |
|  | gatto domestico (F. catus)                         |
|  |                                                    |

|  | gatto di Biet (F. bieti)                        |
|  |                                                 |
|  | gatto selvatico africano (F. silvestris lybica) |
|  |                                                 |

|  | gatto selvatico europeo (F. silvestris silvestris) |
|  |                                                    |
|  | gatto domestico (F. catus)                         |
|  |                                                    |

|  | gatto di Biet (F. bieti)                        |
|  |                                                 |
|  | gatto selvatico africano (F. silvestris lybica) |
|  |                                                 |

|  | gatto selvatico europeo (F. silvestris silvestris) |
|  |                                                    |
|  | gatto domestico (F. catus)                         |
|  |                                                    |

|  | gatto di Biet (F. bieti)                        |
|  |                                                 |
|  | gatto selvatico africano (F. silvestris lybica) |
|  |                                                 |

|  | gatto selvatico europeo (F. silvestris silvestris) |
|  |                                                    |
|  | gatto domestico (F. catus)                         |
|  |                                                    |

|  | gatto di Biet (F. bieti)                        |
|  |                                                 |
|  | gatto selvatico africano (F. silvestris lybica) |
|  |                                                 |

|  | gatto selvatico europeo (F. silvestris silvestris) |
|  |                                                    |
|  | gatto domestico (F. catus)                         |
|  |                                                    |

|  | gatto di Biet (F. bieti)                        |
|  |                                                 |
|  | gatto selvatico africano (F. silvestris lybica) |
|  |                                                 |

|  | gatto selvatico europeo (F. silvestris silvestris) |
|  |                                                    |
|  | gatto domestico (F. catus)                         |
|  |                                                    |

|  | gatto di Biet (F. bieti)                        |
|  |                                                 |
|  | gatto selvatico africano (F. silvestris lybica) |
|  |                                                 |

|  | gatto selvatico europeo (F. silvestris silvestris) |
|  |                                                    |
|  | gatto domestico (F. catus)                         |
|  |                                                    |

|  | gatto di Biet (F. bieti)                        |
|  |                                                 |
|  | gatto selvatico africano (F. silvestris lybica) |
|  |                                                 |

|  | gatto selvatico europeo (F. silvestris silvestris) |
|  |                                                    |
|  | gatto domestico (F. catus)                         |
|  |                                                    |

|  | gatto di Biet (F. bieti)                        |
|  |                                                 |
|  | gatto selvatico africano (F. silvestris lybica) |
|  |                                                 |

|  | gatto selvatico europeo (F. silvestris silvestris) |
|  |                                                    |
|  | gatto domestico (F. catus)                         |
|  |                                                    |

|  | gatto di Biet (F. bieti)                        |
|  |                                                 |
|  | gatto selvatico africano (F. silvestris lybica) |
|  |                                                 |

|  | gatto selvatico europeo (F. silvestris silvestris) |
|  |                                                    |
|  | gatto domestico (F. catus)                         |
|  |                                                    |

|  | gatto di Biet (F. bieti)                        |
|  |                                                 |
|  | gatto selvatico africano (F. silvestris lybica) |
|  |                                                 |

|  | gatto selvatico europeo (F. silvestris silvestris) |
|  |                                                    |
|  | gatto domestico (F. catus)                         |
|  |                                                    |

|  | gatto di Biet (F. bieti)                        |
|  |                                                 |
|  | gatto selvatico africano (F. silvestris lybica) |
|  |                                                 |

|  | gatto selvatico europeo (F. silvestris silvestris) |
|  |                                                    |
|  | gatto domestico (F. catus)                         |
|  |                                                    |

|  | gatto di Biet (F. bieti)                        |
|  |                                                 |
|  | gatto selvatico africano (F. silvestris lybica) |
|  |                                                 |

|  | gatto leopardo (P. bengalensis)            |
|  |                                            |
|  | gatto leopardo della Sonda (P. javanensis) |
|  |                                            |
|  | gatto a testa piatta (P. planiceps)        |
|  |                                            |
|  | gatto pescatore (P. viverrinus)            |
|  |                                            |
|  | gatto rugginoso (P. rubiginosus)           |
|  |                                            |

|  | gatto di Pallas (O. manul) |
|  |                            |

|  | gatto leopardo (P. bengalensis)            |
|  |                                            |
|  | gatto leopardo della Sonda (P. javanensis) |
|  |                                            |
|  | gatto a testa piatta (P. planiceps)        |
|  |                                            |
|  | gatto pescatore (P. viverrinus)            |
|  |                                            |
|  | gatto rugginoso (P. rubiginosus)           |
|  |                                            |

|  | gatto di Pallas (O. manul) |
|  |                            |

| Acinonyx | ghepardo (Acinonyx jubatus)                                                         |
|          | ghepardo (Acinonyx jubatus)                                                         |
| Puma     | \| \| puma (P. concolor) \| \| \| \| \| \| yaguarundi (P. yagouaroundi) \| \| \| \| |
|          | \| \| puma (P. concolor) \| \| \| \| \| \| yaguarundi (P. yagouaroundi) \| \| \| \| |
|          | puma (P. concolor)                                                                  |
|          |                                                                                     |
|          | yaguarundi (P. yagouaroundi)                                                        |
|          |                                                                                     |

|  | puma (P. concolor)           |
|  |                              |
|  | yaguarundi (P. yagouaroundi) |
|  |                              |

|  | gatto selvatico europeo (F. silvestris silvestris) |
|  |                                                    |
|  | gatto domestico (F. catus)                         |
|  |                                                    |

|  | gatto di Biet (F. bieti)                        |
|  |                                                 |
|  | gatto selvatico africano (F. silvestris lybica) |
|  |                                                 |

|  | gatto selvatico europeo (F. silvestris silvestris) |
|  |                                                    |
|  | gatto domestico (F. catus)                         |
|  |                                                    |

|  | gatto di Biet (F. bieti)                        |
|  |                                                 |
|  | gatto selvatico africano (F. silvestris lybica) |
|  |                                                 |

|  | gatto selvatico europeo (F. silvestris silvestris) |
|  |                                                    |
|  | gatto domestico (F. catus)                         |
|  |                                                    |

|  | gatto di Biet (F. bieti)                        |
|  |                                                 |
|  | gatto selvatico africano (F. silvestris lybica) |
|  |                                                 |

|  | gatto selvatico europeo (F. silvestris silvestris) |
|  |                                                    |
|  | gatto domestico (F. catus)                         |
|  |                                                    |

|  | gatto di Biet (F. bieti)                        |
|  |                                                 |
|  | gatto selvatico africano (F. silvestris lybica) |
|  |                                                 |

|  | gatto selvatico europeo (F. silvestris silvestris) |
|  |                                                    |
|  | gatto domestico (F. catus)                         |
|  |                                                    |

|  | gatto di Biet (F. bieti)                        |
|  |                                                 |
|  | gatto selvatico africano (F. silvestris lybica) |
|  |                                                 |

|  | gatto selvatico europeo (F. silvestris silvestris) |
|  |                                                    |
|  | gatto domestico (F. catus)                         |
|  |                                                    |

|  | gatto di Biet (F. bieti)                        |
|  |                                                 |
|  | gatto selvatico africano (F. silvestris lybica) |
|  |                                                 |

|  | gatto selvatico europeo (F. silvestris silvestris) |
|  |                                                    |
|  | gatto domestico (F. catus)                         |
|  |                                                    |

|  | gatto di Biet (F. bieti)                        |
|  |                                                 |
|  | gatto selvatico africano (F. silvestris lybica) |
|  |                                                 |

|  | gatto selvatico europeo (F. silvestris silvestris) |
|  |                                                    |
|  | gatto domestico (F. catus)                         |
|  |                                                    |

|  | gatto di Biet (F. bieti)                        |
|  |                                                 |
|  | gatto selvatico africano (F. silvestris lybica) |
|  |                                                 |

|  | gatto selvatico europeo (F. silvestris silvestris) |
|  |                                                    |
|  | gatto domestico (F. catus)                         |
|  |                                                    |

|  | gatto di Biet (F. bieti)                        |
|  |                                                 |
|  | gatto selvatico africano (F. silvestris lybica) |
|  |                                                 |

|  | gatto selvatico europeo (F. silvestris silvestris) |
|  |                                                    |
|  | gatto domestico (F. catus)                         |
|  |                                                    |

|  | gatto di Biet (F. bieti)                        |
|  |                                                 |
|  | gatto selvatico africano (F. silvestris lybica) |
|  |                                                 |

|  | gatto selvatico europeo (F. silvestris silvestris) |
|  |                                                    |
|  | gatto domestico (F. catus)                         |
|  |                                                    |

|  | gatto di Biet (F. bieti)                        |
|  |                                                 |
|  | gatto selvatico africano (F. silvestris lybica) |
|  |                                                 |

|  | gatto selvatico europeo (F. silvestris silvestris) |
|  |                                                    |
|  | gatto domestico (F. catus)                         |
|  |                                                    |

|  | gatto di Biet (F. bieti)                        |
|  |                                                 |
|  | gatto selvatico africano (F. silvestris lybica) |
|  |                                                 |

|  | gatto selvatico europeo (F. silvestris silvestris) |
|  |                                                    |
|  | gatto domestico (F. catus)                         |
|  |                                                    |

|  | gatto di Biet (F. bieti)                        |
|  |                                                 |
|  | gatto selvatico africano (F. silvestris lybica) |
|  |                                                 |

|  | gatto selvatico europeo (F. silvestris silvestris) |
|  |                                                    |
|  | gatto domestico (F. catus)                         |
|  |                                                    |

|  | gatto di Biet (F. bieti)                        |
|  |                                                 |
|  | gatto selvatico africano (F. silvestris lybica) |
|  |                                                 |

|  | gatto selvatico europeo (F. silvestris silvestris) |
|  |                                                    |
|  | gatto domestico (F. catus)                         |
|  |                                                    |

|  | gatto di Biet (F. bieti)                        |
|  |                                                 |
|  | gatto selvatico africano (F. silvestris lybica) |
|  |                                                 |

|  | gatto selvatico europeo (F. silvestris silvestris) |
|  |                                                    |
|  | gatto domestico (F. catus)                         |
|  |                                                    |

|  | gatto di Biet (F. bieti)                        |
|  |                                                 |
|  | gatto selvatico africano (F. silvestris lybica) |
|  |                                                 |

|  | gatto leopardo (P. bengalensis)            |
|  |                                            |
|  | gatto leopardo della Sonda (P. javanensis) |
|  |                                            |
|  | gatto a testa piatta (P. planiceps)        |
|  |                                            |
|  | gatto pescatore (P. viverrinus)            |
|  |                                            |
|  | gatto rugginoso (P. rubiginosus)           |
|  |                                            |

|  | gatto di Pallas (O. manul) |
|  |                            |

|  | gatto leopardo (P. bengalensis)            |
|  |                                            |
|  | gatto leopardo della Sonda (P. javanensis) |
|  |                                            |
|  | gatto a testa piatta (P. planiceps)        |
|  |                                            |
|  | gatto pescatore (P. viverrinus)            |
|  |                                            |
|  | gatto rugginoso (P. rubiginosus)           |
|  |                                            |

|  | gatto di Pallas (O. manul) |
|  |                            |

|  | gatto selvatico europeo (F. silvestris silvestris) |
|  |                                                    |
|  | gatto domestico (F. catus)                         |
|  |                                                    |

|  | gatto di Biet (F. bieti)                        |
|  |                                                 |
|  | gatto selvatico africano (F. silvestris lybica) |
|  |                                                 |

|  | gatto selvatico europeo (F. silvestris silvestris) |
|  |                                                    |
|  | gatto domestico (F. catus)                         |
|  |                                                    |

|  | gatto di Biet (F. bieti)                        |
|  |                                                 |
|  | gatto selvatico africano (F. silvestris lybica) |
|  |                                                 |

|  | gatto selvatico europeo (F. silvestris silvestris) |
|  |                                                    |
|  | gatto domestico (F. catus)                         |
|  |                                                    |

|  | gatto di Biet (F. bieti)                        |
|  |                                                 |
|  | gatto selvatico africano (F. silvestris lybica) |
|  |                                                 |

|  | gatto selvatico europeo (F. silvestris silvestris) |
|  |                                                    |
|  | gatto domestico (F. catus)                         |
|  |                                                    |

|  | gatto di Biet (F. bieti)                        |
|  |                                                 |
|  | gatto selvatico africano (F. silvestris lybica) |
|  |                                                 |

|  | gatto selvatico europeo (F. silvestris silvestris) |
|  |                                                    |
|  | gatto domestico (F. catus)                         |
|  |                                                    |

|  | gatto di Biet (F. bieti)                        |
|  |                                                 |
|  | gatto selvatico africano (F. silvestris lybica) |
|  |                                                 |

|  | gatto selvatico europeo (F. silvestris silvestris) |
|  |                                                    |
|  | gatto domestico (F. catus)                         |
|  |                                                    |

|  | gatto di Biet (F. bieti)                        |
|  |                                                 |
|  | gatto selvatico africano (F. silvestris lybica) |
|  |                                                 |

|  | gatto selvatico europeo (F. silvestris silvestris) |
|  |                                                    |
|  | gatto domestico (F. catus)                         |
|  |                                                    |

|  | gatto di Biet (F. bieti)                        |
|  |                                                 |
|  | gatto selvatico africano (F. silvestris lybica) |
|  |                                                 |

|  | gatto selvatico europeo (F. silvestris silvestris) |
|  |                                                    |
|  | gatto domestico (F. catus)                         |
|  |                                                    |

|  | gatto di Biet (F. bieti)                        |
|  |                                                 |
|  | gatto selvatico africano (F. silvestris lybica) |
|  |                                                 |

|  | gatto selvatico europeo (F. silvestris silvestris) |
|  |                                                    |
|  | gatto domestico (F. catus)                         |
|  |                                                    |

|  | gatto di Biet (F. bieti)                        |
|  |                                                 |
|  | gatto selvatico africano (F. silvestris lybica) |
|  |                                                 |

|  | gatto selvatico europeo (F. silvestris silvestris) |
|  |                                                    |
|  | gatto domestico (F. catus)                         |
|  |                                                    |

|  | gatto di Biet (F. bieti)                        |
|  |                                                 |
|  | gatto selvatico africano (F. silvestris lybica) |
|  |                                                 |

|  | gatto selvatico europeo (F. silvestris silvestris) |
|  |                                                    |
|  | gatto domestico (F. catus)                         |
|  |                                                    |

|  | gatto di Biet (F. bieti)                        |
|  |                                                 |
|  | gatto selvatico africano (F. silvestris lybica) |
|  |                                                 |

|  | gatto selvatico europeo (F. silvestris silvestris) |
|  |                                                    |
|  | gatto domestico (F. catus)                         |
|  |                                                    |

|  | gatto di Biet (F. bieti)                        |
|  |                                                 |
|  | gatto selvatico africano (F. silvestris lybica) |
|  |                                                 |

|  | gatto selvatico europeo (F. silvestris silvestris) |
|  |                                                    |
|  | gatto domestico (F. catus)                         |
|  |                                                    |

|  | gatto di Biet (F. bieti)                        |
|  |                                                 |
|  | gatto selvatico africano (F. silvestris lybica) |
|  |                                                 |

|  | gatto selvatico europeo (F. silvestris silvestris) |
|  |                                                    |
|  | gatto domestico (F. catus)                         |
|  |                                                    |

|  | gatto di Biet (F. bieti)                        |
|  |                                                 |
|  | gatto selvatico africano (F. silvestris lybica) |
|  |                                                 |

|  | gatto selvatico europeo (F. silvestris silvestris) |
|  |                                                    |
|  | gatto domestico (F. catus)                         |
|  |                                                    |

|  | gatto di Biet (F. bieti)                        |
|  |                                                 |
|  | gatto selvatico africano (F. silvestris lybica) |
|  |                                                 |

|  | gatto selvatico europeo (F. silvestris silvestris) |
|  |                                                    |
|  | gatto domestico (F. catus)                         |
|  |                                                    |

|  | gatto di Biet (F. bieti)                        |
|  |                                                 |
|  | gatto selvatico africano (F. silvestris lybica) |
|  |                                                 |

|  | gatto leopardo (P. bengalensis)            |
|  |                                            |
|  | gatto leopardo della Sonda (P. javanensis) |
|  |                                            |
|  | gatto a testa piatta (P. planiceps)        |
|  |                                            |
|  | gatto pescatore (P. viverrinus)            |
|  |                                            |
|  | gatto rugginoso (P. rubiginosus)           |
|  |                                            |

|  | gatto di Pallas (O. manul) |
|  |                            |

|  | gatto leopardo (P. bengalensis)            |
|  |                                            |
|  | gatto leopardo della Sonda (P. javanensis) |
|  |                                            |
|  | gatto a testa piatta (P. planiceps)        |
|  |                                            |
|  | gatto pescatore (P. viverrinus)            |
|  |                                            |
|  | gatto rugginoso (P. rubiginosus)           |
|  |                                            |

|  | gatto di Pallas (O. manul) |
|  |                            |

Il gatto della giungla è un membro del genere Felis appartenente alla famiglia dei Felidi.
I risultati delle analisi del DNA mitocondriale di 55 gatti della giungla provenienti da regioni differenti dell'India hanno indicato un'elevata variabilità genetica e un tasso relativamente basso di differenziazione tra una popolazione e l'altra. A quanto pare, la popolazione di F. c. kutas dell'India centrale separa la popolazione di F. c. prateri del deserto del Thar dalle altre e la popolazione di F. c. kelaarti dell'India meridionale da quella di F. c. affinis dell'India settentrionale. Le popolazioni dell'India centrale sono risultate essere più geneticamente affini a quelle meridionali che a quelle settentrionali.

## Descrizione

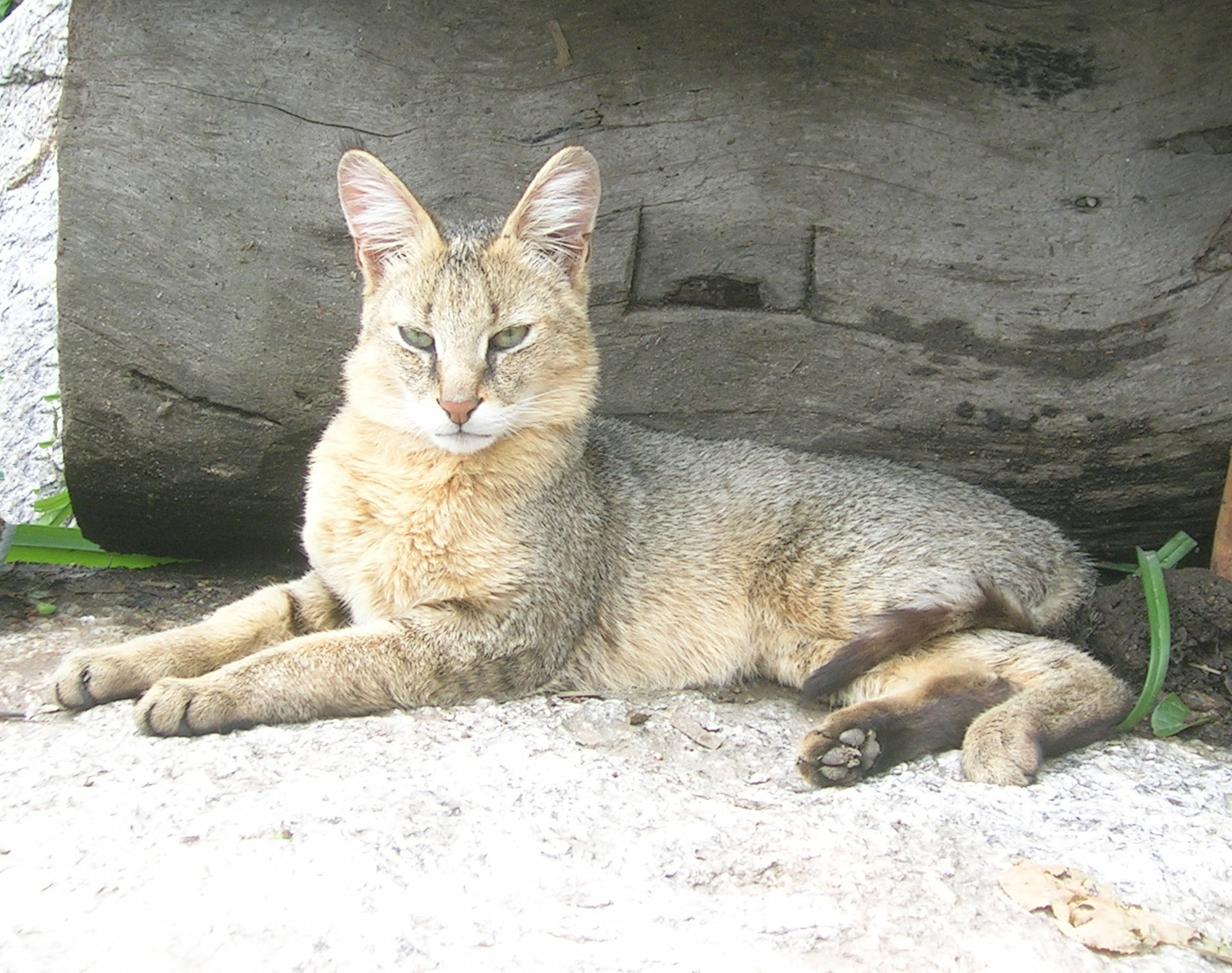
Primo piano di un esemplare di F. c. affinis. Si notino il colore uniforme del manto e i peli scuri alle estremità.

Il gatto della giungla è un felino di medie dimensioni dalle lunghe zampe, rappresentante di maggiori dimensioni del genere Felis. La sua lunghezza testa-corpo si aggira generalmente tra 59 e 76 cm; misura quasi 36 cm di altezza al garrese e pesa tra 2 e 16 kg. Le sue dimensioni diminuiscono man mano che si procede da ovest (Israele) verso est (India); si ritiene che ciò sia dovuto alla maggiore competizione con gli altri piccoli felini, più numerosi nella zona orientale dell'areale; una simile diminuzione di dimensioni si riscontra anche procedendo dalle latitudini settentrionali verso i tropici. Il dimorfismo sessuale non è presente, ma le femmine sono più piccole e snelle dei maschi. La faccia è lunga e stretta, con un muso bianco. Le orecchie, grandi e appuntite, misurano 4,5-8 cm di lunghezza, sono di colore bruno-rossastro e ravvicinate tra loro; esse terminano con un piccolo ciuffo di peli neri, che può raggiungere i 15 mm di lunghezza. Gli occhi hanno l'iride gialla e la pupilla di forma ellittica; intorno all'occhio si possono distinguere alcune linee bianche. Due linee scure, invece, si estendono dagli angoli degli occhi lungo i lati del naso, che è ricoperto da una macchia scura. Dato che il cranio si fa discretamente più largo nella regione dell'arcata zigomatica, la testa appare relativamente rotonda.
Il mantello, color sabbia, bruno-rossastro o grigio, è uniforme e privo di macchie; nel subcontinente indiano sono stati segnalati esemplari melanici e albini. Tuttavia, i gatti bianchi osservati lungo la linea costiera della parte meridionale dei Ghati occidentali non avevano gli occhi rossi tipici dei veri esemplari albini. Uno studio del 2014 ha ipotizzato che questa colorazione atipica possa essere il frutto di accoppiamenti tra consanguinei. I piccoli sono ricoperti da strisce e macchie e talvolta gli adulti possono conservare alcuni tratti del disegno originario. I peli dall'estremità scura che ricoprono il corpo conferiscono a questo felino un aspetto brizzolato. Il ventre è generalmente più chiaro del resto del corpo, così come la gola. La pelliccia è più fitta sul dorso che sulle parti inferiori del corpo. Nel corso di un anno vengono effettuate due mute; la pelliccia appare più ruvida e chiara in estate che in inverno. Sulla parte interna delle zampe anteriori sono visibili quattro o cinque anelli scuri, mentre deboli segni indistinti si possono trovare sulla loro parte esterna. La coda, terminante con una punta nera e lunga da 21 a 36 cm, presenta due o tre anelli scuri sull'ultimo terzo della sua lunghezza. Le impronte misurano circa 5 × 6 cm; il felino può coprire 29-32 cm con un unico passo. La cresta della colonna vertebrale è ben delineata. Per via delle lunghe zampe, della corta coda e dei ciuffi sulle orecchie, il gatto della giungla ricorda un po' una piccola lince. Anche altri due piccoli felini, il caracal e il gatto selvatico africano, hanno un mantello uniforme come il gatto della giungla. Il gatto della giungla può essere scambiato anche per un gatto domestico, ma rispetto a quest'ultimo è più grande e snello.

## Distribuzione e habitat

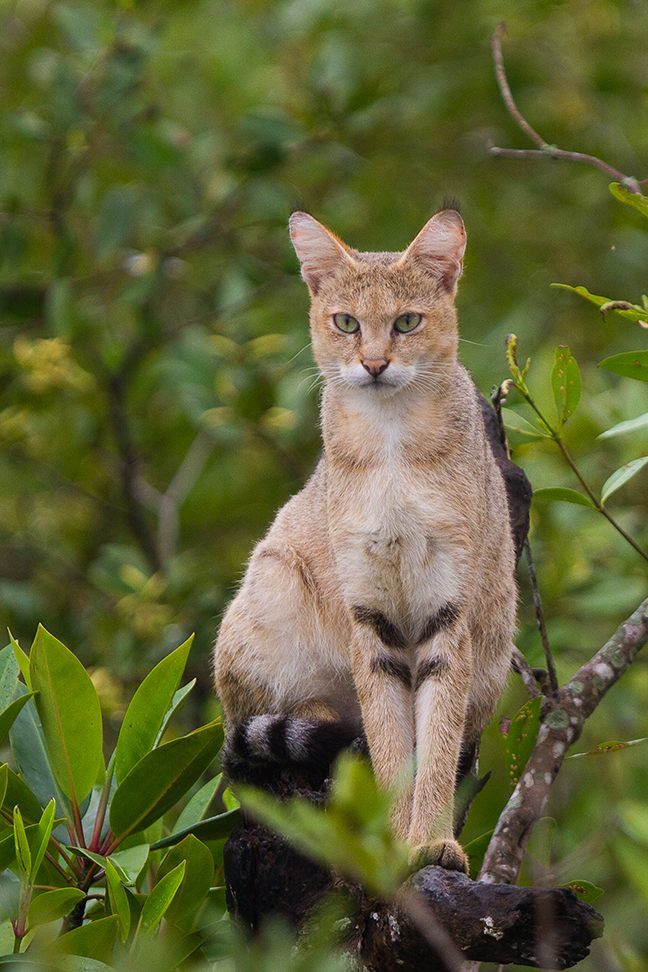
Un gatto della giungla nelle Sundarbans (India).

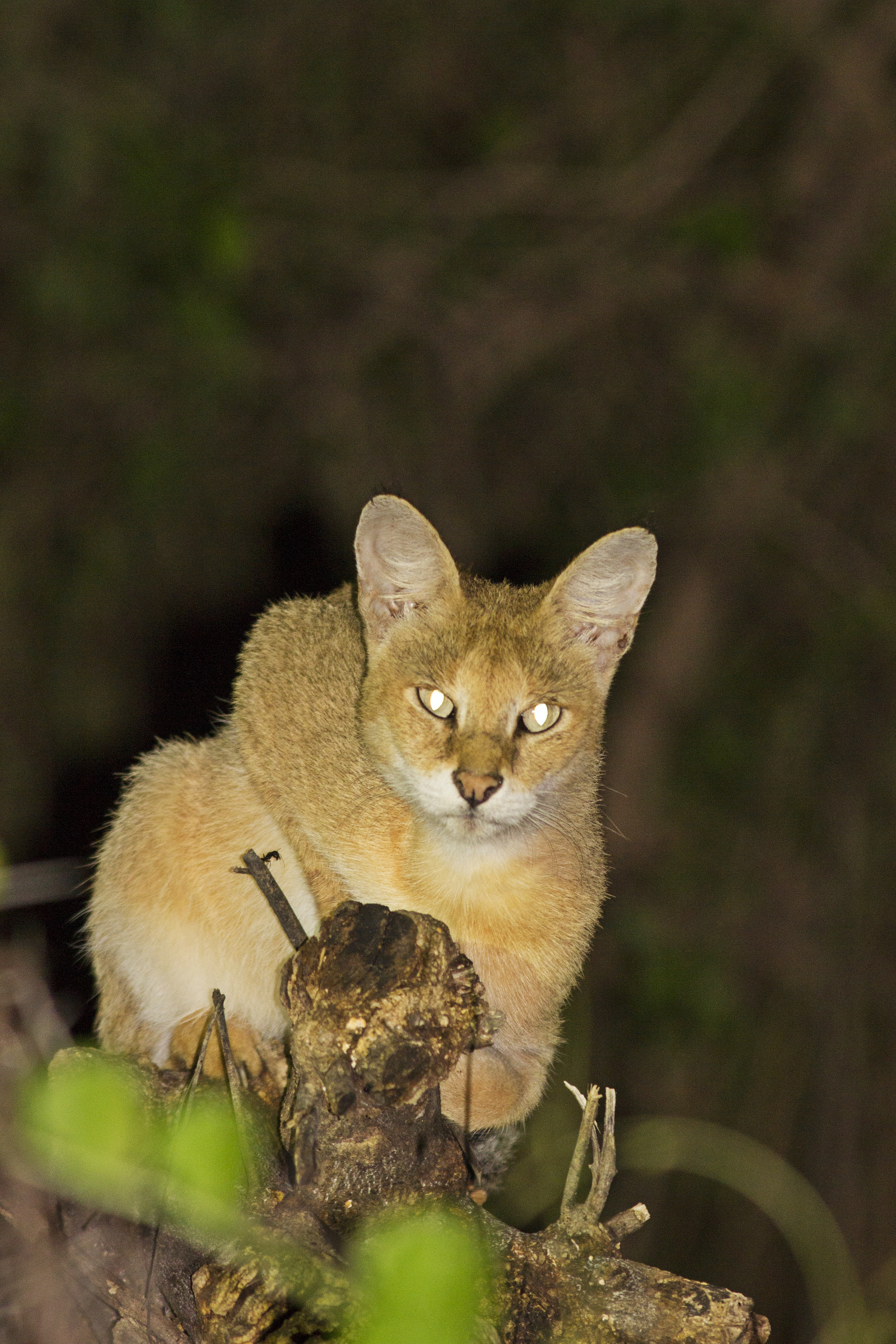
Una femmina lungo una strada nel Thol Bird Sanctuary nel Gujarat (India).

Il gatto della giungla ha una distribuzione prevalentemente orientale; è presente in Medio Oriente, nel subcontinente indiano, in Asia centrale e sud-orientale, nello Sri Lanka e in Cina meridionale. Specie generalista per quanto riguarda la scelta dell'habitat, abita in luoghi con adeguata disponibilità di acqua e fitta vegetazione, quali paludi, zone umide, aree litoranee e rivierasche, praterie e boscaglie. È comune nelle zone coltivate, quali campi di fagioli e canna da zucchero, di tutto il suo areale e viene spesso avvistato nei pressi degli insediamenti umani. Dal momento che canne ed erbe alte sono componenti fondamentali del suo habitat, esso è noto anche come «gatto dei canneti» o «gatto delle paludi». È in grado di prosperare tranquillamente anche nelle zone dove la vegetazione è più scarsa, ma non è adattato a vivere nei climi freddi ed è raro nelle zone dove le nevicate sono frequenti. Alcune segnalazioni del passato indicano che possa spingersi fino a 2310 m di altitudine sull'Himalaya. Evita le foreste pluviali e le aree boschive.
In Turchia è stato segnalato nelle zone umide vicino a Manavgat, nella laguna di Akyatan sulla costa meridionale e nei pressi del lago di Eğirdir. Nei Territori palestinesi, durante una serie di sopralluoghi effettuati tra il 2012 e il 2016, la sua presenza è stata segnalata nei governatorati di Nablus, di Ramallah, di Gerico e di Gerusalemme in Cisgiordania.
In Iran abita in una vasta gamma di ambienti, da pianure e terreni agricoli alle montagne, ad altitudini comprese tra 45 e 4178 m, in almeno 23 delle 31 province del paese. In Pakistan è stato immortalato dalle fototrappole nei distretti di Haripur, Dera Ismail Khan, Sialkot e nel Langh Lake Wildlife Sanctuary.
In India è la specie più comune tra i piccoli felini selvatici. In Nepal tra il 2014 e il 2016, è stato segnalato in ambienti alpini ad altitudini di 3000-3300 m nell'area di conservazione dell'Annapurna.
In Malesia è stato segnalato in una foresta altamente frammentata nello stato del Selangor nel 2010.
Tra le numerose mummie di gatti dell'antico Egitto sono stati rinvenuti anche alcuni esemplari di gatto della giungla.

## Biologia

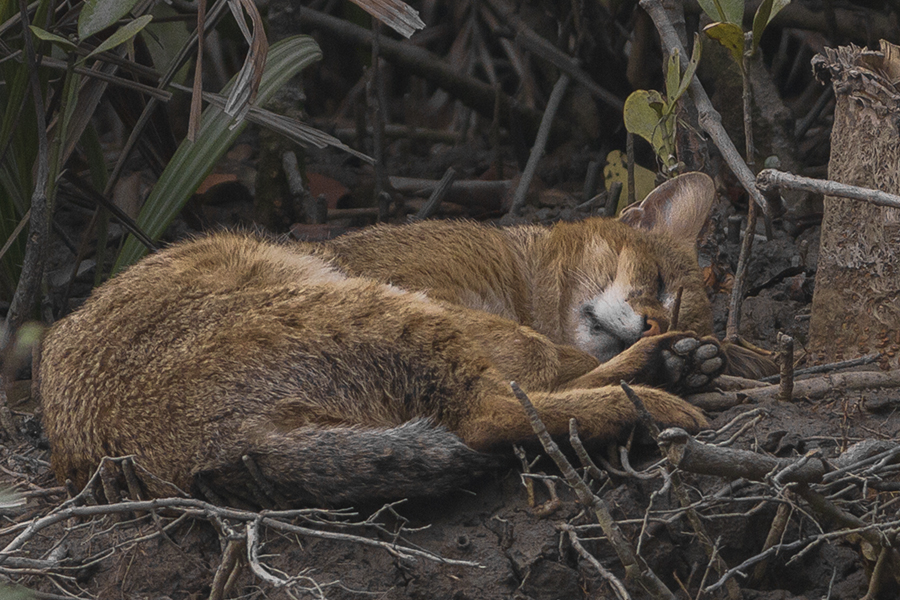
Il gatto della giungla riposa durante le ore più calde di metà giornata.

Il gatto della giungla è un animale prevalentemente diurno che può andare a caccia in ogni momento della giornata. La sua attività tende comunque a decrescere durante le ore più calde di metà giornata. Riposa in tane, nell'erba alta o tra i cespugli. Spesso, d'inverno, trascorre gran parte del tempo a prendere bagni di sole. È stato stimato che di notte i gatti della giungla possano coprire distanze di 3-6 km, ma questo varia probabilmente a seconda della disponibilità di prede. Il comportamento di questa specie non è stato ancora ben studiato. Di natura solitaria, non si associa mai a conspecifici, tranne che nella stagione degli amori. L'unico tipo di interazione degno di nota è costituito dalla relazione che lega la madre ai piccoli. I territori vengono delimitati con spruzzi di urina e secrezioni odorose; alcuni maschi sono stati visti strofinare le guance su determinati oggetti per marcarli del proprio odore.
Orsi, coccodrilli, sciacalli dorati, leopardi e serpenti sono i predatori principali del gatto della giungla. Lo sciacallo dorato, in particolare, può diventare uno dei principali competitori di questa specie. Quando si trova in una situazione di minaccia, il gatto della giungla può emettere delle vocalizzazioni prima di lanciarsi all'attacco, producendo suoni simili a piccoli ruggiti - un comportamento infrequente tra gli altri membri del genere Felis. Il suo miagolio, al contrario, è un po' più debole di quello del gatto domestico. Il gatto della giungla può ospitare parassiti come le zecche del genere Haemaphysalis e i trematodi del genere Heterophyes.

### Alimentazione

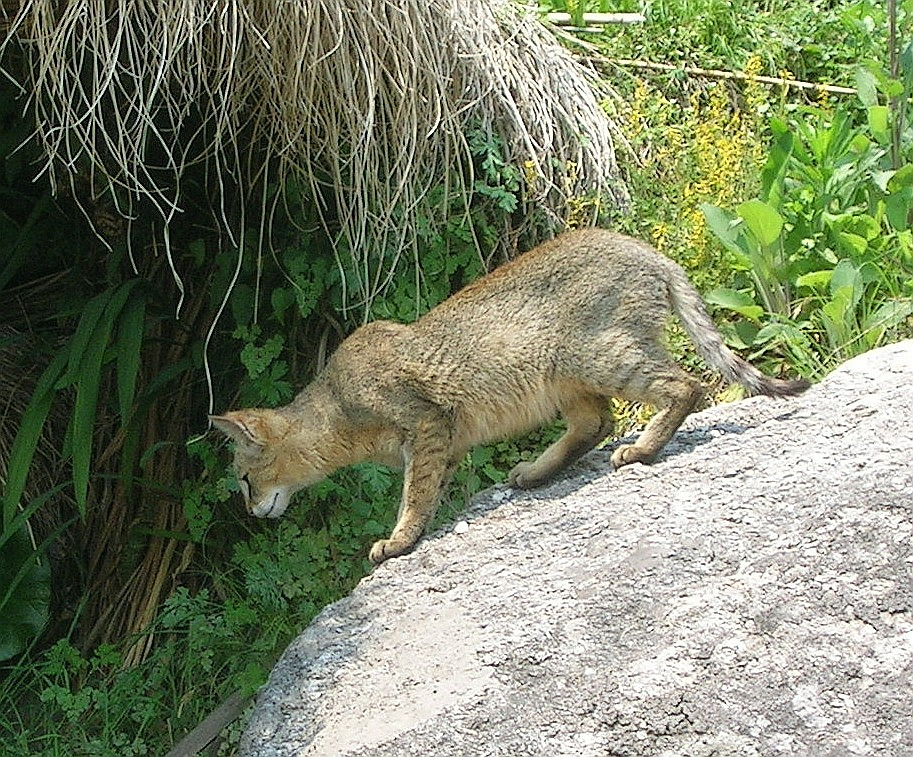
La tipica postura di un gatto della giungla che tende un'imboscata alla preda.

Prevalentemente carnivoro, il gatto della giungla predilige piccoli mammiferi quali gerbilli, lepri e roditori, ma cattura anche uccelli, pesci, rane, insetti e piccoli serpenti. Le sue prede generalmente non superano 1 kg di peso, ma di tanto in tanto questo animale può catturare mammiferi di dimensioni pari a quelle di una giovane gazzella. La dieta del gatto della giungla è piuttosto insolita per un felino, in quanto l'animale è parzialmente onnivoro: specialmente in inverno, non disdegna mangiare un po' di frutta. Nel corso di uno studio condotto nella riserva delle tigri di Sariska è risultato che i roditori costuivano fino al 95% della dieta.
Il gatto della giungla cattura le sue prede avvicinandosi loro di soppiatto per sorprenderle con uno scatto o un balzo; le orecchie appuntite lo aiutano a localizzarne meglio la posizione. Allo scopo di riuscire nella cattura, mette in atto tecniche di caccia differenti a seconda della preda prescelta. Alcuni esemplari sono stati visti andare alla ricerca di ratti muschiati all'interno delle loro tane. Come il caracal, il gatto della giungla è in grado di effettuare uno o due salti in aria per afferrare gli uccelli in volo. È inoltre un agile arrampicatore. Un esemplare in corsa ha raggiunto una velocità di 32 km/h. È un efficiente nuotatore: può coprire a nuoto tratti di 1,5 km e immergersi sott'acqua per catturare i pesci.

### Riproduzione
Entrambi i sessi raggiungono la maturità sessuale ad un anno di età. Le femmine vanno in estro per un periodo di circa cinque giorni, tra gennaio e marzo. Nei maschi la spermatogenesi avviene soprattutto in febbraio e marzo. Nel Turkmenistan meridionale gli accoppiamenti hanno luogo tra gennaio e i primi di febbraio. La stagione degli amori è caratterizzata dai rumorosi combattimenti tra maschi che si disputano il predominio. Il comportamento riproduttivo è simile a quello del gatto domestico: il maschio insegue la femmina in estro, per poi afferrarla alla nuca o sul collo e montarla. Vocalizzazioni e flehmen sono componenti comuni del corteggiamento. Quando la copula ha avuto successo, la femmina lancia un forte grido e mostra avversione verso il partner. La coppia poi si separa.
La gestazione dura quasi due mesi. Le nascite hanno luogo tra dicembre e giugno, ma il periodo può variare a seconda della località. Prima del parto, la madre prepara un giaciglio di erba nella tana abbandonata da un altro animale, nella cavità di un albero o in un letto di canne. Le cucciolate comprendono da uno a cinque piccoli, generalmente due o tre. Le femmine possono allevare due cucciolate all'anno. Alla nascita i piccoli pesano tra 43 e 55 g e tendono ad essere molto più piccoli in natura che in cattività. Inizialmente ciechi e del tutto inetti, aprono gli occhi dopo 10-13 giorni e vengono svezzati completamente intorno ai tre mesi. I maschi generalmente non partecipano alle cure parentali; tuttavia, in cattività, sembrano mostrarsi molto protettivi nei confronti della prole. I piccoli iniziano a catturare le prede da soli verso i sei mesi e lasciano la madre ad otto o nove mesi. L'aspettativa di vita in cattività è di 15-20 anni ed è probabilmente più alta che in natura.
Tra una generazione e l'altra intercorre in media un periodo di 5,2 anni.

## Conservazione

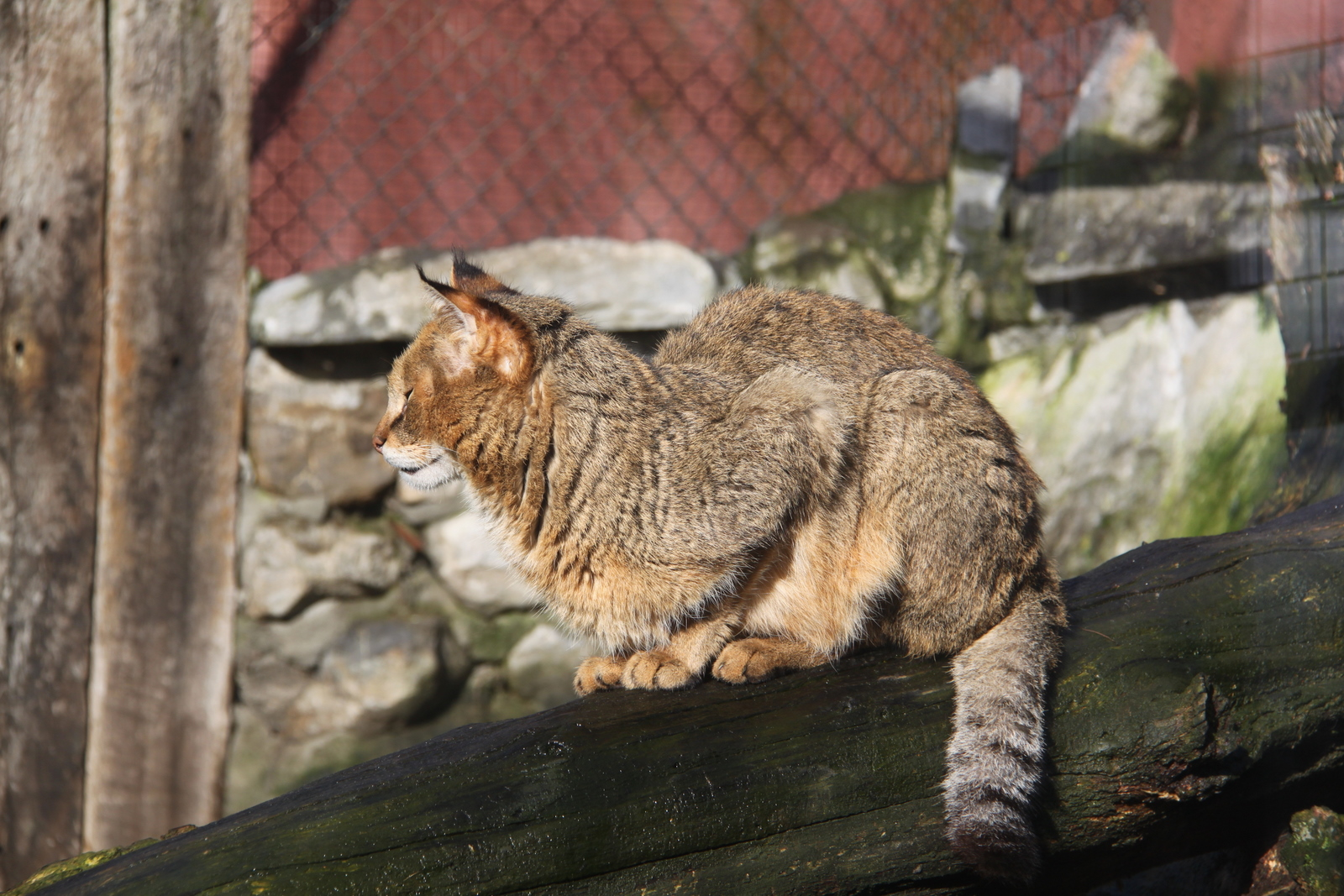
Un gatto della giungla allo zoo di Olmen (Belgio).

Tra le principali minacce che gravano sul futuro del gatto della giungla vi sono la perdita dell'habitat, dovuta ad esempio alla distruzione delle zone umide, la costruzione di dighe, l'inquinamento, l'industrializzazione e l'urbanizzazione. La caccia illegale costituisce una minaccia in Turchia e in Iran. Forse anche la rarità della specie nel Sud-est asiatico è da attribuire all'elevata pressione venatoria. A partire dagli anni '60, le popolazioni di gatti della giungla del Caucaso che vivono lungo le sponde del mar Caspio e sulla catena del Caucaso sono diminuite rapidamente. Nella riserva naturale di Astrachan', nel delta del Volga, questi animali non vengono più avvistati dagli anni '80. In Medio Oriente la specie è rara. In Giordania è gravemente minacciata dall'espansione delle aree agricole lungo le sponde dei fiumi Yarmuk e Giordano, dove gli agricoltori li cacciano e li avvelenano in risposta alle aggressioni ai danni del pollame. Anche in Afghanistan il gatto della giungla è considerato raro e minacciato. L'India ne esportava le pelli in gran numero, fino a quando la loro vendita venne messa al bando, nel 1979; tuttavia, il commercio illegale continua tuttora, non solo in questo paese, ma anche in Egitto e in Afghanistan.
Negli anni '70, i gatti della giungla del Sud-est asiatico erano ancora considerati i felini selvatici più comuni vicino ai villaggi di alcune regioni della Thailandia settentrionale ed erano presenti in molte aree protette del paese. Tuttavia, a partire dai primi anni '90, la specie viene avvistata raramente ed è andata incontro a un rapido declino a causa della caccia e della distruzione dell'habitat. Oggi, in questo paese la specie è considerata «gravemente minacciata». In Cambogia, Laos e Vietnam questi animali sono stati oggetto di una caccia indiscriminata. Le loro pelli vengono ogni tanto messe in vendita nei mercati di frontiera, e gli esemplari catturati, probabilmente prelevati in Birmania o Cambogia, vengono occasionalmente ospitati negli zoo thailandesi di Khao Khieo e Chiang Mai.
Il gatto della giungla figura nell'Appendice II della CITES. La caccia è vietata in Bangladesh, Birmania, Cina, India, Israele, Pakistan, Tagikistan, Thailandia e Turchia. Non riceve invece alcuna protezione legale, tranne che nelle aree protette, in Bhutan, Georgia, Laos, Libano, Nepal, Sri Lanka e Vietnam.